# Martin Lidstam
Karl Martin Lidstam, född 8 februari 1899 i Blacksta församling, Södermanland, död 18 januari 1972 i Matteus församling, Stockholm, var en svensk kördirigent och försäljningschef.

## Biografi
Lidstam studerade musik för bland andra Göran Lindstedt, David Ahlberg och Sven Lizell.
Lidstam var sångledare i Tabernaklet i Stockholm 1924–1955, i Baptisternas sångarförbund i Stockholm 1929–1954, dirigent i KFUM-kören i Stockholm 1935–1965, i Svenska baptisternas sångarförbund 1947–1959 och i KFUM:s sångarförbund 1942–1967. Han var försäljningschef vid AB Jamaica-bananer 1930–1966. Lidstam erhöll Litteris et Artibus 1956 och invaldes som associé nr 219 av Kungliga Musikaliska Akademien den 16 november 1961 och överfördes till ledamot nr 767 den 1 juli 1971.
Med sina körer gjorde Lidstam ett stort antal skivinspelningar, framför allt under 1950-talet. Han är begravd på Norra begravningsplatsen.